# Игнатьев, Сергей Иванович
Серге́й Ива́нович Игна́тьев (13 февраля 1982) — российский боксёр полулёгкой весовой категории, выступал за сборную во второй половине 2000-х годов. Двукратный чемпион России, серебряный призёр Кубка мира, победитель и призёр многих крупный турниров, как российских, так и международных. На соревнованиях представлял Московскую и Новосибирскую области, мастер спорта международного класса. Ныне — тренер по боксу.

## Биография
Сергей Игнатьев родился 13 февраля 1982 года в посёлке Яшкино (Кемеровская область). Активно заниматься боксом начал в возрасте десяти лет у тренера Николая Кутковского, затем продолжил подготовку под руководством Юрия Емельянова и Юрия Кулясова в Новосибирске.
Первого серьёзного успеха на ринге добился в 2003 году, когда в полусреднем весе победил на Всемирных играх военных. Год спустя впервые стал чемпионом России — за это достижение ему присвоено звание мастера спорта международного класса. В 2005 году, несмотря на полученную травму плеча, вновь был лучшим в зачёте национального первенства.
На чемпионате России 2006 года Игнатьев занял третье место, через год был вторым, кроме того, победил на международном турнире в Белграде. В 2007 году выиграл ещё одну бронзу национального первенства, одержал победу на международных турнирах в Румынии и Украине — благодаря этим победам пробился в основной состав сборной и удостоился чести представлять страну на Кубке мира в Москве. В полуфинальном поединке победил узбека Баходиржона Султанова, но в решающем матче проиграл кубинцу Иделю Торрьенте. Вскоре после этих соревнований принял решение завершить карьеру спортсмена, уступив место молодым российским боксёрам. Покинув ринг, работал тренером по боксу в фитнес-центре «Панатта Спорт» и в зале бокса центра внешкольной работы «Пашинский» в Новосибирске.
Его младший брат Максим также является довольно известным боксёром-любителем — двукратный чемпион России, победитель первенств Европы и мира среди юниоров, серебряный призёр командного Кубка мира и чемпионата мира среди военнослужащих.